# 萨姆·休森
森姆·胡辛（Sam Hewson，1988年11月28日—）是一名英格蘭足球運動員，司職中場，是曼聯青訓產品，現時效力英格蘭足球議會全國聯賽球會艾青洽。

## 生平

### 球會
胡辛出生於大曼徹斯特郡的博尔顿，6歲時已在學校操場踢網球，於8歲時為本地球隊「AFC博尔顿」參賽，僅作賽兩場即被曼聯的球探相中，邀請參加試訓，一年後加入曼聯青訓學院（Manchester United Academy），以不足10歲之齡開始接受正規足球訓練。
2003/04年球季胡辛開始為曼聯U17青年隊參賽，於第二場上陣即取得入球。翌季升上U18青年隊，但僅獲得1次上陣機會。2005年夏季簽署學徒球員合約，新球季逐漸奠定其在U18青年隊的主力席位，上陣28場，包括4場足總青年盃；更於2005年9月26日以後補身份首次為預備隊上陣出戰紐卡素。
2006/07年球季胡辛獲任命為U18青年隊的隊長，上陣26場，其中8場為足總青年盃，他於這項盃賽中射入5球，帶領球隊晉級決賽對利物浦，首回合作客胡辛憑十二碼為球隊領先2-1；次回合在主場奧脫福球場上演，法定時間0-1落後，兩回合累計2-2平手，加時賽雙方沒有增添紀錄，需以互射十二碼定勝負，胡辛主射己隊第五球越楣高出，使利物浦以4-3成功衛冕錦標。
2007/08年球季，在簽署首份職業球員合約後胡辛成為預備隊的常規正選，合共上陣22場。他獲發一隊背號「43」，更在2007年12月12日跟隨一隊於歐聯分組賽最後一場作客對羅馬，成為沒有上陣的板凳球員。胡辛亦協助預備隊晉級「曼徹斯特高級盃」（Manchester Senior Cup）及「蘭開夏高級盃」（Lancashire Senior Cup）決賽，分別擊敗保頓及利物浦贏得冠軍。出色的表現使他成為「曼聯預備隊年度最佳球員」（Denzil Haroun Reserve Player of the Year）候選球員之一，最終敗於理查德·埃克斯利未有獲選。
2008/09年球季胡辛雖然獲發新一隊背號「33」，他仍然留在預備隊出賽，在2009年1月6日被外借到英甲球會赫里福特聯3個月前，他出席球隊每一場比賽。1月17日首次為赫里福特聯上陣，於主場5-0大勝奧咸，但於79分鐘被換離場；1月31日於作客對史托港雖然射入個人首個入球，但球隊1-4敗陣而回；2月14日對車頓咸胡辛梅開二度，為球隊鎖定3-2勝局；3月7日他在對克魯下半場55分鐘在球門前犯手球，除被出示紅牌驅逐離場外，更被判罰十二碼先失一球，最終球隊以1-2落敗。在球季結束後胡辛才返回曼聯，期間為赫里福特聯上陣10場及射入3球，但仍不足以拯救球隊免於降班到英乙。
2010年2月1日胡辛再被外借到英乙球會伯利直到球季結束。2月6日作客1-0擊敗巴拉福特首次登場，於賽事末段後補入替。
2010年夏季約滿曼聯成為自由球員，雖然曾跟隨試訓，最後加盟另一支英格蘭足球議會全國聯賽球隊艾青洽。

### 國家隊
胡辛於2006年10月在奧地利舉行四角邀請賽首次代表英格蘭U19參賽，10月7日對西班牙U19於完場前後補入替，隨即交出一記漂亮傳送，間接協助球隊扳平1-1完場；次仗對主隊奧地利U19正選上陣，他又貢獻一個助攻，最終3-3完場；最後一場對義大利U19沒有被派上陣。其後主場友賽對波蘭及瑞士，胡辛均獲派後補登場。
胡辛入選英格蘭U19出席2007年歐洲U-19足球錦標賽第二階段外圍賽參賽大軍名單，由英格蘭、俄羅斯、荷蘭及捷克組成的第3組，英格蘭獲得主辦權，胡辛在5月15日首戰俄羅斯U19正選上陣，但落筆打三更，英格蘭以0-2落敗；次仗對荷蘭U19他沒有上陣，英格蘭1-2再敗一仗，已沒有出線機會；最後一場對捷克U19胡辛再次正選上陣，2-0擊敗對手不用主場包尾。

## 外部連結
- 足球数据库：森姆·胡辛的球员统计数据
- 曼聯官網簡歷